# Libyan Arab Air Cargo
Libyan Arab Air Cargo (arabisch الليبية للشحن الجوي, DMG al-lībiyya li-š-šaḥn al-ǧawwī) ist eine libysche Frachtfluggesellschaft mit Sitz in Tripolis und Basis auf dem Tripoli International Airport.

## Geschichte
Das Tochterunternehmen der Libyan Airlines wurde 1979 unter dem Namen Jamahiria Air Transport gegründet. Sie war außerhalb der ehemaligen Sowjetunion die erste Gesellschaft, welche eine Antonow An-124 einsetzte. Anders als die Flotte ihrer Muttergesellschaft, die überwiegend aus modernen Airbus-Maschinen besteht, setzt sich die Flotte der Libyan Air Cargo schwerpunktmäßig aus Transportmaschinen sowjetischer Baumuster zusammen.

## Flotte

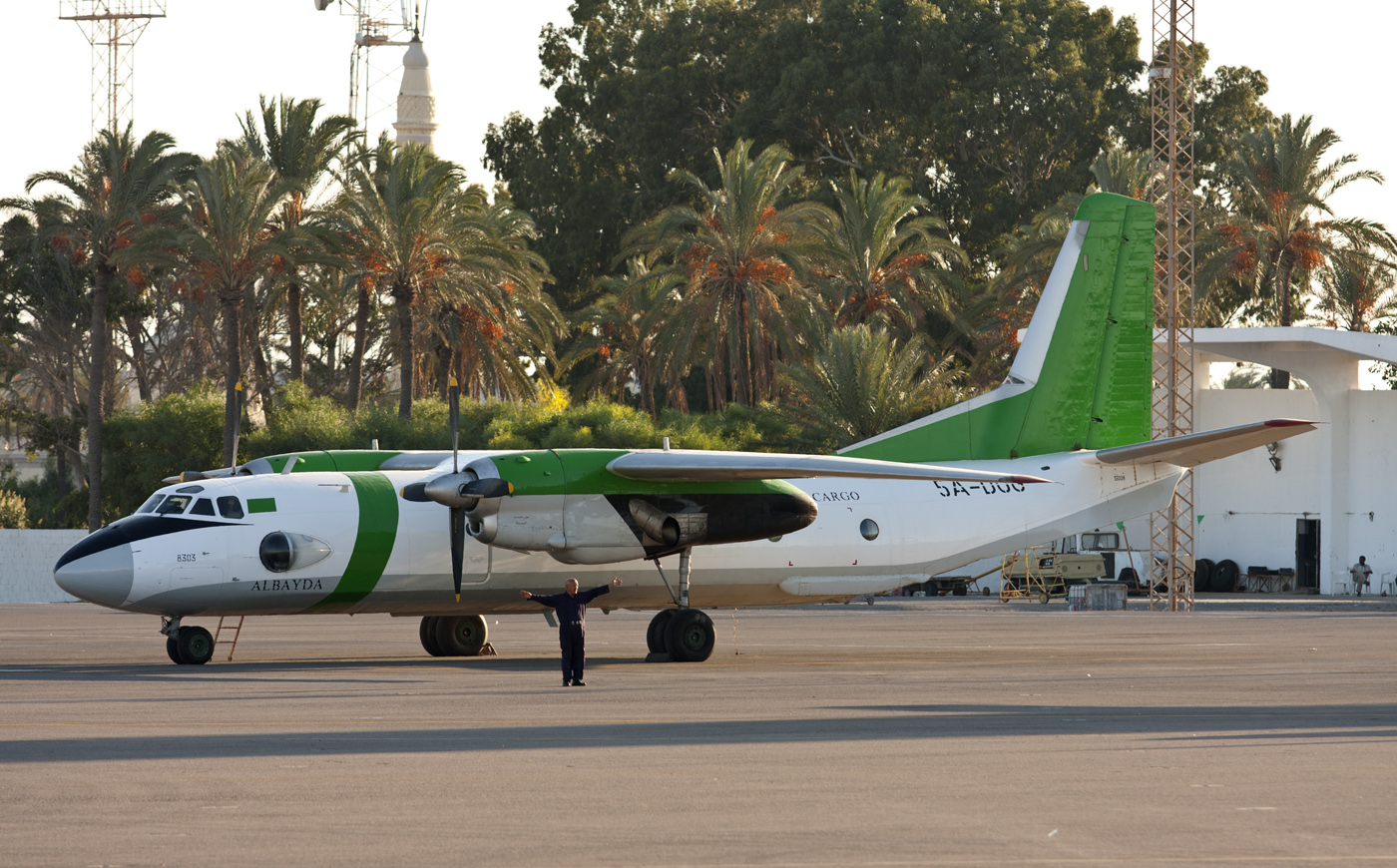
Antonow An-26 der Libyan Arab Air Cargo

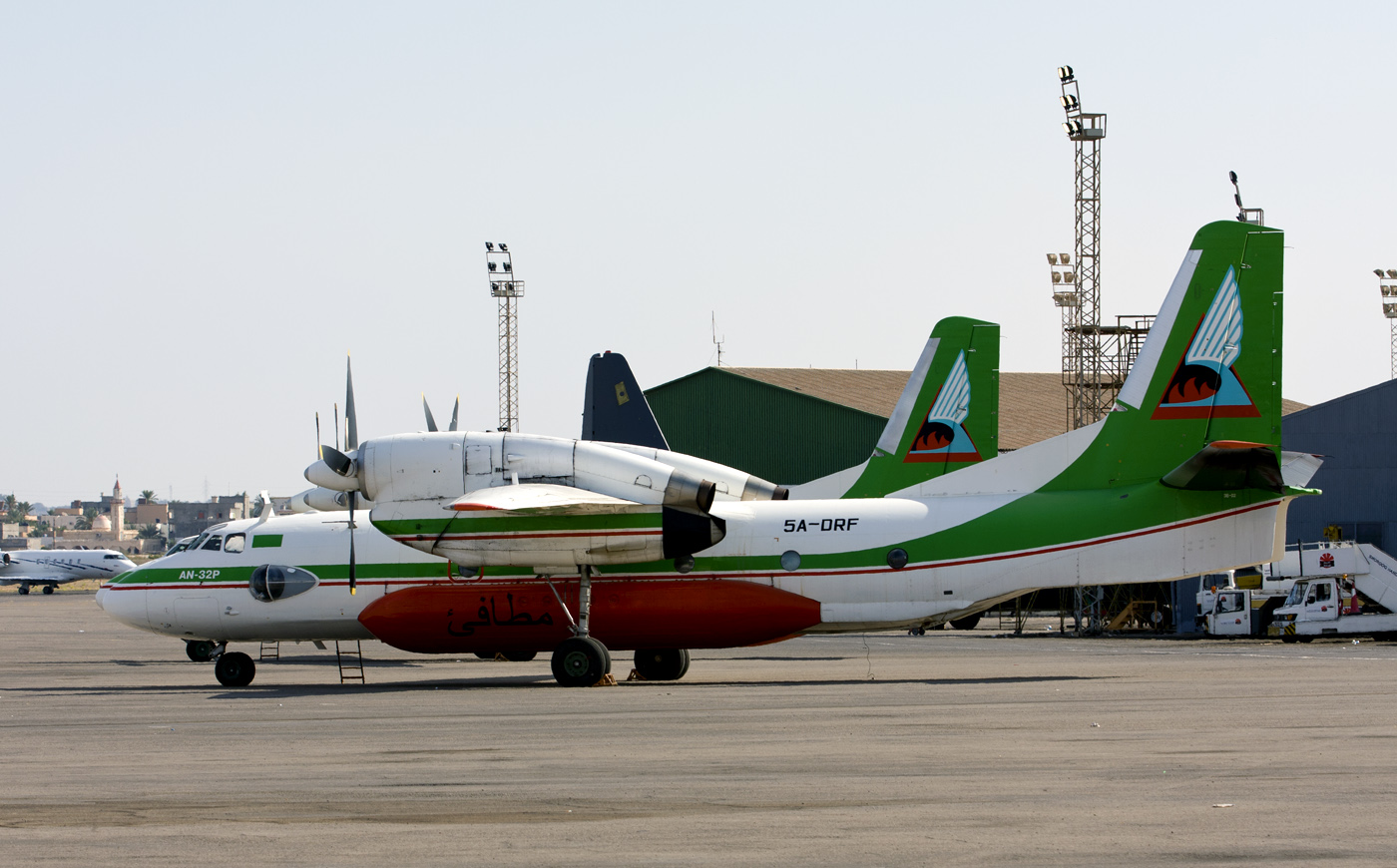
Antonow An-32P der Libyan Arab Air Cargo

Mit Stand März 2023 besteht die Flotte der Libyan Arab Air Cargo aus 22 Flugzeugen:
| Flugzeugtyp         | aktiv | inaktiv | Anmerkungen                    |
| ------------------- | ----- | ------- | ------------------------------ |
| Antonow An-26       | 8     | 02      |                                |
| Antonow An-32P      |       | 03      | ehemalige Löschflugzeuge       |
| Antonow An-124      |       | 01      | steht seit 2010 in der Ukraine |
| Iljuschin Il-62M    |       | 01      |                                |
| Iljuschin Il-76T/TD |       | 07      |                                |
| Gesamt              | 8     | 14      |                                |

Die libyschen An-124 wurden von Januar 2001 bis 2011 international auch von dem Charter Franco Lybienne D'Affretement et de transport arien et maritime (FLATAM) vermarktet.

## Zwischenfälle
- Am 22. Juni 2019 wurde eine abgestellte Antonow An-124-100 der Libyan Air Cargo (5A-DKN) bei Gefechten auf dem Flughafen Tripolis völlig zerstört. Auf Bildern war eine ausgebrannte Maschine zu sehen, lediglich das Heckleitwerk war noch erhalten.[3][4]